# Alejandro Malowicki
Alejandro Malowicki (Buenos Aires, 27 de enero de 1944 - Buenos Aires, 9 de diciembre de 2024) fue un realizador publicitario, director de cine, investigador[cita requerida] y docente argentino, especializado en el cine para la infancia. Autor, director y productor de largometrajes como Pinocho, Pyme y Las aventuras de Nahuel, fue fundador y presidente de la Asociación de Productores de Cine para la Infancia (APCI) y del Observatorio Nacional del Audiovisual para la Infancia y la Adolescencia (perteneciente a APCI). También fue docente de Dirección y Producción de cine y televisión para niños y jóvenes en la carrera de Diseño de imagen y sonido de la Facultad de Arquitectura, Diseño y Urbanismo de la Universidad de Buenos Aires, de Cine infantil en la ENERC, Escuela de Cine del INCAA, y del Taller de Producción y Realización de cine para las infancias en la Escuela Internacional de Cine y Televisión en San Antonio de los Baños, Cuba.

## Biografía
Nació en el seno de una familia de inmigrantes judíos polacos; de niño soñaba con ser fotógrafo y luego su impulso creativo se fue encaminando hacia la dirección de cine por lo que cursó la licenciatura de Artes Cinematográficas, en la Escuela Superior de Bellas Artes, de la Facultad de Bellas Artes de la Universidad Nacional de La Plata en la que se recibió en 1967, datando de aquellos años sus cortometrajes Carta de Ramona y Gente de un viejo lugar.
A comienzos de la década de 1970 fundó Alejandro Malowicki Producciones, en la que se desempeñó como Director-Productor de filmes publicitarios y documentales. En 1987 guionó, produjo y dirigió Pinocho, su primer largometraje para niños, con la participación de Soledad Silveyra, Gianni Lunadei, María Vaner, Cristina Banegas y Pablo Cedrón, entre otros.
En 2005, impactado por la crisis que atravesaba el país, dirigió Pyme. Sitiados, largometraje sobre el que la crónica del diario La Nación opinó que "El realizador apenas logró su cometido a través de un guion que le pertenece y que transita por la epidermis de ese cuadro realista con precarios elementos dramáticos y reiteradas situaciones. 'PyME' queda como un filme con voluntad de acercarse a una temática muy nuestra, y que falla por cierta simpleza en la radiografía de sus criaturas y de su anécdota. Quedó a mitad de camino entre el interés y la monotonía." Por su parte, Malowicki explicó que "Uno de los actores hace de tornero. Ver al actor sobre un viejo torno, como el que usaba mi abuelo, me impresionó, porque el torno es el símbolo de todo, y la película es sobre eso, es sobre el torno, es un homenaje al torno".
En 2011 realizó Las aventuras de Nahuel, su segundo largometraje de ficción para la infancia, una imaginativa historia de fuerte contenido social y compromiso con los pueblos originarios[cita requerida], en la que combina la técnica de marionetas con animación 2D. Este filme, realizado con subsidios del INCAA, logró apenas 796 espectadores, generando una recaudación de taquilla inferior a mil dólares.
Malowicki no es el único director de cine y TV para niños pero sin duda uno de los pocos en el mundo, o al menos en nuestro continente, que tanto ha hecho en el campo de la docencia y la defensa de un audiovisual de calidad para la infancia y la adolescencia[cita requerida]. Entre 2001 y 2003 se desempeñó como coordinador y profesor de Prácticas televisivas I y II en TEA Imagen del Taller Escuela Agencia. En 2002 fundó la cátedra de Dirección y Producción de Cine y Televisión para Niños y Jóvenes en la Facultad de Arquitectura, Diseño y Urbanismo de la Universidad de Buenos Aires, que dirigió durante 10 años. En 2005 fue elegido como Secretario general de D.A.C. Directores Argentinos Cinematográficos y el mismo año comenzó a dictar la materia Cine Infantil en la ENERC, Escuela de Cine del INCAA, hasta el 2016 en que se jubiló. 
Dictó el Taller de Realización de Cine y Televisión para Niños y Jóvenes entre 2006 y 2008, en Venezuela, entre 2009 y 2011 en la Escuela de Cine de la Universidad de Guadalajara, México y también en la prestigiosa Escuela Internacional de Cine y Televisión de San Antonio de los Baños, Cuba[cita requerida].
En el campo institucional fue en 2008 uno de los socios fundadores de la Asociación de Productores de Cine para la Infancia y del Observatorio Nacional del Audiovisual para la Infancia y la Adolescencia, perteneciente a dicha asociación, y se desempeñó como su presidente.

## Largometrajes
- Pinocho  (1986)
- Pyme  (2005)
- Las aventuras de Nahuel  (2011)
- Terrible  (2013)

## Cortometrajes
- “CARTA DE RAMONA” (U.N.L.P.)
- “GENTE DE UN VIEJO LUGAR” (U.N.L.P.)
- "DO-RE-MI YO DESCUBRÍ" . Collegium Musicum
- “EL SECRETO DE LAURA”: Coproducción entre la Comisión Internacional de la Liga Internacional contra la Epilepsia - Ministerio de Educación (Argentina) – Organización Mundial de la Salud.

## Documentales
- “CON UNA MANO EN EL CORAZÓN”. Serie de 8 documentales de 27 minutos cada uno acerca de los trasplantes

cardio-pediátricos en el Hospital Garrahan. Televisión Digital Terrestre en Argentina, INCAA.
- “SALVAJE-VIRGEN-SECRETO”: Serie de 8 documentales de 27 minutos cada uno, acerca de la Flora y la Fauna de

Argentina en vías de extinción.
- “LAS ESCUELAS RURALES DE MAESTRO UNICO”: Serie de tres documentales de 28min. cada uno coproducido con CTERA.
- “LA DROGA Y EL SIDA.”: Coproducción con la Fundación Saber.
- “LA NIÑEZ Y LOS ACCIDENTES EN EL HOGAR”. Coproducción con el Hospital Piñero
- “UN MUNDO DE ASOMBRO”. Mundo Marino. Docuficción para niños.

## Telefilmes y programas de televisión
- “EL MONSTRUO”: Adaptación del cuento de Bertolt Brecht. 47 minutos. Coproducción INCAA y Canal 7
- “EL DR. JEKILL Y MR. HIDE: Adaptación del cuento de Robert Louis Stevenson. 47 minutos. Coproducción INCAA y Canal 7
- “VENI QUE JUGAMOS”: Serie documental para niños de 4 capítulos de 27 minutos cada uno. Secretaría de Cultura de La Nación
- “FESTIVIDADES JUDÍAS”: Serie ficción (títeres) para niños de 4 capítulos de 27 minutos cada uno.
- “EL CLUB DE LA FLACA” Programa diario para niños de media hora. Señal de emisión The Big Channel
- “LOS IMPRESCINDIBLES DEL ROCK”. Serie de 30 microprogramas sobre la historia del rock, sus intérpretes y las bandas nacionales y extranjeras. Ficción. Señal de emisión MuchMusic
- “LOS CUENTOS DEL CAPITÁN”. Serie de 80 microprogramas de cuentos para niños. Ficción. Señal de emisión: Magic Kids y The Big Channel
- “LOS SUEÑOS DE ARQUITO”: Serie de 6 microprogramas combinando las técnicas de vivo y dibujos animados. Señal de emisión: Cartoon Network
- “LA FLACA ESCOPETA”: Serie de 30 Microprogramas dónde la actriz Linda Peretz interactuaba con dibujos y efectos gráficos. Señal de emisión: Magic Kids y The Big Channel
- “GRANITO DE ARENA”: Primer programa diario para niños en una señal de cable de alcance nacional. 48 minutos.

Ficción. Señal de emisión: Cablevisión.

## Publicaciones
- 2013 HISTORIA DEL CINE INFANTIL EN LA ARGENTINA - Observatorio Nacional del Audiovisual para la Infancia y la Adolescencia. (En preparación)
- 2008 LAS AVENTURAS DE NAHUEL”. Novela para niños - Editorial Alfaguara

## Reconocimientos. Jurado y premios
- 2012: Premios Emmy. Miembro del Jurado para el otorgamiento de los premios para los programas infantiles de la televisión latinoamericana.
- 2012: PREMIO MEJOR GUIÓN INFANTIL. Presidente del Jurado del Concurso organizado por el Ministerio de Cultura del Perú.
- 2012: Miembro delegado por APCI ante el Comité de Evaluación de Proyectos de Largometrajes y Documentales del INCAA.
- 2011 “LAS AVENTURAS DE NAHUEL”. Mención Especial. Festival “Culturas Originarias” Argentina
- 2004 “PYME” Festival Iberoamericano de Cine de Santa Cruz de la Sierra, Bolivia, Mejor Guion
- 2003 “PYME” Festival Internacional de Cine de San Sebastián. Selección Oficial: Savaltegui
- 2003 “PYME” Festival Internacional del Nuevo Cine Latinoamericano de La Habana
- 2002 “PYME” Festival de Cine Latinoamericano de Toulouse “Cine en Construcción”
- 1997 “LOS CUENTOS DEL CAPITÁN”: Premios Martín Fierro mejor programa para niños TV por cable.
- 1996 “LOS CUENTOS DEL CAPITÁN”: Mención Especial: Premio ATVC - Categoría Cable
- 1996 “LA FLACA ESCOPETA”: Premios Martín Fierro Mejor conducción, Programa para niños Cable
- 1996 “LOS CUENTOS DEL CAPITÁN”: Diploma de Honor. Festival “Los niños y la TV”
- 1995 “UN MUNDO DE ASOMBRO”: Primer Premio. TUCAN GUAYANES. Festival Internacional de Guayana.
- 1994 “GRANITO DE ARENA”: Nominación PREMIO PRENSARIO .Mejor programa infantil
- 1989 “PINOCHO”: Primer Premio. Festival Internacional de Cine para Niños. Bogotá. Colombia.
- 1988 “PINOCHO”: Premio Especial del Jurado. Festival Argentino de “Operas Primas”